# Федоровка (Узункольський район)
Фе́доровка (каз. Федоров) — село у складі Узункольського району Костанайської області Казахстану. Адміністративний центр Федоровського сільського округу.
Населення — 574 особи (2021; 972 у 2009, 1076  у 1999, 1313 у 1989).